# Alba (land)
Alba [ˈaɫapə] är det skotsk-gaeliska namnet på Skottland. Ursprungligen betecknade namnet hela Britannien, men runt 800-talet började namnet begränsas till att enbart beteckna pikternas och skoternas kungadömen, Piktavien och Dalriada. Namnet har senare kommit att motsvara hela Skottland.